# Sonic Racing: Crossworlds
Sonic Racing: CrossWorlds est un jeu vidéo de course développé par Sonic Team et édité par Sega, prévu pour le 25 septembre 2025 sur PlayStation 4, PlayStation 5, Xbox One, Xbox Series, Nintendo Switch et PC (Steam, Epic Games Store) et à une date non communiquée sur Nintendo Switch 2. Il se positionne comme le dixième jeu de course issu de la franchise Sonic the Hedgehog en faisant directement suite à Team Sonic Racing.
Le titre se déroule, comme son prédécesseur, dans l'univers de la série Sonic the Hedgehog. Les personnages s'affrontent dans des courses à douze concurrents sur des circuits localisés pour la plupart dans différentes zones de la licence Sonic the Hedgehog. Il reprend la mécanique de Sonic & All-Stars Racing Transformed de phases de courses aquatiques et aériennes, en plus d'en introduire une nouvelle majeure : les « CrossWorlds », qui sont des mondes transversaux dans lesquels le joueur se téléporte pour réaliser le deuxième tour de la course. Les « Extreme Gears », des planches volantes, des jeux Sonic Riders sont également de retour, ainsi que la possibilité de personnaliser son véhicule comme dans Team Sonic Racing.
Le titre accueille également, à la manière de Sonic & Sega All-Stars Racing, d'autres franchises issues de Sega et de ses filiales comme Atlus, ainsi que de partenariats avec Mojang Studios, Nickelodeon et Namco par le biais de mises à jour gratuites et de contenu additionnel payant, mettant ainsi de nombreux personnages, circuits et véhicules issus de ces univers à la disposition du joueur.

## Univers

### Personnages
Le titre propose un total de cinquante-cinq personnages jouables. Ainsi, vingt-trois personnages issus de la série Sonic the Hedgehog sont initialement jouables. Le titre marque notamment le retour du trio de « Babylon Rogues » des jeux Sonic Riders composé de Jet the Hawk, Wave the Swallow et Storm the Albatross, et introduit pour la première fois Sage de Sonic Frontiers en tant que personnage jouable dans la série.
De plus, des personnages apparaissant dans la série Sonic Prime sont disponibles comme bonus à l'achat du pass de contenu additionnel (« Season Pass »), ainsi que Sonic the Werehog, la transformation « hérisson-garou » de Sonic dans Sonic Unleashed, comme personnage bonus de précommande et de lancement.
Enfin, de nombreux personnages issus d'autres franchises Sega et de ses filiales, comme Atlus, viennent grossir les rangs via des mises à jour gratuites. De même, des partenariats avec Mojang Studios (Minecraft), Nickelodeon (Bob l'éponge, Les Tortues Ninja, Avatar) et Namco (Pac-Man) mettent à la disposition du joueur de nombreux personnages proposés sous forme de contenu additionnel payant échelonné en six vagues de sortie.
| Personnages de base    | Personnages de base | Personnages additionnels | Personnages additionnels           |
| Personnage             | Issu de             | Personnage               | Issu de                            |
| ---------------------- | ------------------- | ------------------------ | ---------------------------------- |
| Sonic the Hedgehog     | Sonic the Hedgehog  | Hatsune Miku             | Hatsune Miku: Project DIVA         |
| Miles « Tails » Prower | Sonic the Hedgehog  | Joker                    | Persona 5                          |
| Knuckles the Echidna   | Sonic the Hedgehog  | Ichiban Kasuga           | Yakuza: Like a Dragon              |
| Amy Rose               | Sonic the Hedgehog  | NC                       | NC                                 |
| Shadow the Hedgehog    | Sonic the Hedgehog  | NC                       | NC                                 |
| Dr. Eggman             | Sonic the Hedgehog  | NC                       | NC                                 |
| Jet the Hawk           | Sonic the Hedgehog  | NC                       | NC                                 |
| Wave the Swallow       | Sonic the Hedgehog  | NC                       | NC                                 |
| Storm the Albatross    | Sonic the Hedgehog  | NC                       | NC                                 |
| Cream the Rabbit       | Sonic the Hedgehog  | NC                       | NC                                 |
| Big the Cat            | Sonic the Hedgehog  | NC                       | NC                                 |
| Rouge the Bat          | Sonic the Hedgehog  | NC                       | NC                                 |
| E-123 Omega            | Sonic the Hedgehog  | NC                       | NC                                 |
| Vector the Crocodile   | Sonic the Hedgehog  | Steve                    | Minecraft                          |
| Espio the Chameleon    | Sonic the Hedgehog  | Alex                     | Minecraft                          |
| Charmy Bee             | Sonic the Hedgehog  | Zombie                   | Minecraft                          |
| Blaze the Cat          | Sonic the Hedgehog  | Bob l'éponge             | Bob l'éponge                       |
| Silver the Hedgehog    | Sonic the Hedgehog  | Patrick                  | Bob l'éponge                       |
| Metal Sonic            | Sonic the Hedgehog  | Pac-Man                  | Pac-Man                            |
| Sage                   | Sonic the Hedgehog  | Fantômes                 | Pac-Man                            |
| Zazz                   | Sonic the Hedgehog  | NC                       | Les Tortues Ninja                  |
| Zavok                  | Sonic the Hedgehog  | NC                       | Les Tortues Ninja                  |
| Egg Pawn               | Sonic the Hedgehog  | NC                       | Avatar, le dernier maître de l'air |
| Personnages bonus      | Personnages bonus   | NC                       | Avatar, le dernier maître de l'air |
| Sonic the Werehog      | Sonic Unleashed     | NC                       | NC                                 |
| Tails Nine             | Sonic Prime         | NC                       | NC                                 |
| Knuckles the Dread     | Sonic Prime         | NC                       | NC                                 |
| Rusty Rose             | Sonic Prime         | NC                       | NC                                 |

### Circuits
Vingt-quatre circuits principaux et quinze autres dits « CrossWorlds » sont initialement disponibles. Certains d'entre eux sont inspirés de zones de jeux de la série Sonic the Hedgehog et de franchises Sega. Bien que la majorité des circuits soit inédite au titre, certains sont revisités d'épisodes précédents de la série. Enfin, des circuits issus d'univers partenaires sont également disponibles via contenu additionnel payant.
| Circuits principaux   | Circuits principaux                                                     | Circuits principaux | Circuits principaux | Circuits principaux |
| Circuit               | Inspiré / Issu de                                                       | Voiture             | Bateau              | Avion               |
| --------------------- | ----------------------------------------------------------------------- | ------------------- | ------------------- | ------------------- |
| E Stadium             | Original                                                                | Oui                 | Non                 | Non                 |
| Rainbow Garden        | Original                                                                | Oui                 | Non                 | Oui                 |
| Water Palace          | Water Palace (Sonic Rush)                                               | Oui                 | Oui                 | Non                 |
| Metal Harbor          | Metal Harbor (Sonic Adventure 2)                                        | Oui                 | Non                 | Oui                 |
| Sand Road             | Sandopolis (Sonic & Knuckles) Team Sonic Racing                         | Oui                 | Oui                 | Non                 |
| Colorful Mall         | Original                                                                | Oui                 | Non                 | Non                 |
| Mystic Jungle         | Mystic Jungle (Sonic Forces)                                            | Oui                 | Non                 | Non                 |
| Apotos                | Windmill Isle (Sonic Unleashed)                                         | Oui                 | Non                 | Oui                 |
| Wonder Museum         | Original                                                                | Oui                 | Non                 | Non                 |
| Urban Canyon          | Original                                                                | Oui                 | Non                 | Oui                 |
| Ocean View            | Seaside Hill (Sonic Heroes) Sonic & All-Stars Racing Transformed        | Oui                 | Oui                 | Non                 |
| Chao Park             | Original                                                                | Oui                 | Non                 | Non                 |
| Radical Highway       | Radical Highway (Sonic Adventure 2)                                     | Oui                 | Non                 | Non                 |
| Donpa Factory         | Original                                                                | Oui                 | Non                 | Non                 |
| Aqua Forest           | Original                                                                | Oui                 | Oui                 | Non                 |
| Market Street         | Rooftop Run (Sonic Unleashed) Team Sonic Racing                         | Oui                 | Non                 | Non                 |
| White Space           | White Space (Shadow Generations)                                        | Oui                 | Oui                 | Oui                 |
| Kronos Island         | Kronos Island (Sonic Frontiers)                                         | Oui                 | Non                 | Non                 |
| Northstar Islands     | Northstar Islands (Sonic Superstars)                                    | Oui                 | Non                 | Non                 |
| NC                    | NC                                                                      | NC                  | NC                  | NC                  |
| NC                    | NC                                                                      | NC                  | NC                  | NC                  |
| NC                    | NC                                                                      | NC                  | NC                  | NC                  |
| NC                    | NC                                                                      | NC                  | NC                  | NC                  |
| NC                    | NC                                                                      | NC                  | NC                  | NC                  |
| « CrossWorlds »       |                                                                         |                     |                     |                     |
| Circuit               | Inspiré / Issu de                                                       | Voiture             | Bateau              | Avion               |
| White Cave            | White Cave (Sonic Riders)                                               | Oui                 | Non                 | Non                 |
| Roulette Road         | Casino Park (Sonic Heroes) Sonic & Sega All-Stars Racing                | Oui                 | Non                 | Non                 |
| Gold Temple           | Original                                                                | Oui                 | Oui                 | Non                 |
| Dinosaur Jungle       | Dinosaur Jungle (Sonic and the Secret Rings)                            | Oui                 | Oui                 | Non                 |
| Dragon Road           | Dragon Road (Sonic Unleashed)                                           | Oui                 | Oui                 | Non                 |
| Galactic Parade       | Starlight Carnival (Sonic Colours) Sonic & All-Stars Racing Transformed | Oui                 | Non                 | Oui                 |
| Sky Road              | Rooftop Run (Sonic Unleashed) Team Sonic Racing                         | Oui                 | Non                 | Oui                 |
| Magma Planet          | Velteor (Galaxy Force)                                                  | Oui                 | Non                 | Oui                 |
| Digital Circuit       | Digital Circuit (Shadow the Hedgehog)                                   | Oui                 | Non                 | Oui                 |
| Cyber Space           | Eternal Highway (Sonic Frontiers)                                       | Oui                 | Non                 | Oui                 |
| Kraken Bay            | Pirate Storm (Sonic and the Secret Rings)                               | Oui                 | Oui                 | Oui                 |
| Holoska               | Cool Edge (Sonic Unleashed)                                             | Oui                 | Oui                 | Oui                 |
| Sweet Mountain        | Sweet Mountain (Sonic Colours)                                          | Oui                 | Oui                 | Oui                 |
| Metropolis Speedway   | Metropolis Speedway (Sonic Free Riders)                                 | NC                  | NC                  | NC                  |
| NC                    | NC                                                                      | NC                  | NC                  | NC                  |
| Circuits additionnels |                                                                         |                     |                     |                     |
| Circuit               | Inspiré / Issu de                                                       | Voiture             | Bateau              | Avion               |
| Minecraft World       | Minecraft                                                               | Oui                 | Non                 | Oui                 |
| Bikini Bottom         | Bob l'éponge                                                            | Oui                 | Oui                 | Non                 |
| Pac-Village & Maze    | Pac-Man                                                                 | Oui                 | Non                 | Non                 |
| NC                    | Les Tortues Ninja                                                       | NC                  | NC                  | NC                  |
| NC                    | Avatar, le dernier maître de l'air                                      | NC                  | NC                  | NC                  |
| NC                    | NC                                                                      | NC                  | NC                  | NC                  |

## Système de jeu
Le jeu s'inspire du principe de son prédécesseur, Team Sonic Racing, en intégrant des concepts de titres antérieurs de la série. En effet, en plus de concourir sur terre, les circuits intègrent des sections permettant de faire la course sur l'eau et dans les airs, à la manière de Sonic & All-Stars Racing Transformed. Les planches volantes de Sonic Riders, appelées « Extreme Gears », sont également de retour. Le joueur a également la possibilité de personnaliser entièrement son véhicule à l'aide de nombreux éléments différents.
Le titre introduit également une nouvelle manière de faire la course : en guise de deuxième tour, le joueur se voit téléporté sur un autre circuit, surnommé « Crossworld », en traversant un portail, avant de revenir sur le circuit initial pour le dernier tour.

## Développement
Le jeu est révélé lors des Game Awards 2024. 
Il est ensuite présenté en février 2025 lors d'un State of Play. Une version de démonstration a été proposée à l'essai aux joueurs PlayStation 5 sélectionnés par tirage au sort du 22 février 2025 au 24 février 2025.
Lors du Summer Game Fest 2025, la date de sortie est annoncée au 25 septembre 2025 sur PlayStation 4, PlayStation 5, Xbox One, Xbox Series, Nintendo Switch et PC. Également, une version Nintendo Switch 2 est annoncée mais sans précision sur la date de sortie.